# اوا هولوبووا
اِوا هولوبووا (چکی: Eva Holubová؛ زادهٔ ۷ مارس ۱۹۵۹) بازیگر اهل جمهوری چک است.
از فیلم‌هایی که وی در آن‌ها نقش داشته‌است، می‌توان به آماده مرگ!  اشاره نمود.